# NGC 3058
NGC 3058 (другие обозначения — IC 573, MCG -2-25-26, VV 741, IRAS09511-1214, PGC 28513) — пара спиральных галактик в созвездии Гидры. Открыта Фрэнком Ливенвортом в 1886 году.
Этот объект входит в число перечисленных в оригинальной редакции «Нового общего каталога». Стефан Жавел наблюдал эту пару в 1892 году. Обычно считается, что объект IC 573, попавший в результате этого наблюдения в Индекс-каталог, является южной галактикой в паре NGC 3058, однако нельзя точно сказать, действительно ли Жавел указывал своё наблюдение южной галактики. Поэтому IC 573 могут также отождествлять с парой галактик NGC 3058.